# Безбожный флорин
Безбожный флорин (англ. Godless Florin) — название серебряной монеты, эквивалентной 2 шиллингам, чеканившейся в Великобритании в 1848—1851 годах. На этой монете отсутствует надпись «DEI GRATIA» (Божьей милостью), которая гравировалась практически на всех британских монетах, отчего и произошло её название «Безбожный Флорин».
В Соединенном Королевстве еще с 12 века существовала довольно громоздкая денежная система, в которой 4 фартинга равнялись 1 пенни, 12 пенсов были равны 1 шиллингу, 5 шиллингов — 1 кроне, 4 кроны — 1 фунту стерлингов, а гинея — 21 шиллингу. В начале правления королевы Виктории была предпринята попытка преобразовать эту систему в десятичную, для этого было решено выпустить новые монеты достоинством 1/10 фунтов стерлингов. Так как номинал таких монет равнялся 2 шиллингам, то они должны были на первых порах безболезненно вписаться в существующий денежный оборот и постепенно приучать консервативных британцев к десятичной системе. Новая монета получила название флорин. К 1848 году были разработаны и изготовлены три вида образцов флорина, отличающихся портретом королевы на аверсе: на одном королева была в короне, на других в лавровом венке и с лентой в волосах. Автором всех трех вариантов аверса был главный государственный гравёр Королевского монетного двора Великобритании Уильям Вайон. Изображения реверса этих пробных монет также отличались.
В результате был утверждён образец с короной, внешний вид этого варианта был близок дизайну серебряной монеты выпущенной в 1847 году и получившей название «Готическая крона». Легенда аверса (VICTORIA REGINA) оказалась не стандартной для британских монет того времени, так как там отсутствовал обязательный текст — «DEI GRATIA» или сокращённо «D.G.», что и дало название монете. На реверсе были изображены четыре коронованных щита с гербами Англии, Шотландии и Ирландии, расположенные крестообразно. Между ними выгравированы растения — символы королевств: две розы Тюдоров, чертополох и клевер с тремя листьями. Легенда реверса (ONE FLORIN, ONE TENTH OF A POUND) переводится как «Один флорин — одна десятая фунта». Автор изображения реверса — шотландский художник Уильям Дайс.
В 1848 году, помимо пробных, была отчеканена небольшая партия монет PROOF-качества, которые сейчас очень редки. С 1849 по 1851 год на Королевском монетном дворе Лондона было выпущено 413,800 «безбожных флоринов», но на всех монетах указывался 1849 год. Монеты чеканились из серебра 925 пробы, при диаметре 30 мм и толщине 2 мм, они имели вес 11.31 грамма.. В 1851 году дизайн монет изменили, исправив крамольную надпись на более традиционную (Victoria Dei Gratia Britanniarum Regina Fidei Defensatrix). Также поменялся шрифт легенды на готический, что придало новым монетам необычный шарм, из-за этого шрифта флорины чеканки последующих 36 лет (1851—1887) получили название «готических».
Существует несколько разновидностей «безбожного» флорина, один из них отличается тем, что инициалы гравера (W.W.) на аверсе при чеканке были забиты изображением пригуртового канта.
В Великобритании викторианской эпохи так и не удалось ввести десятичную монетную систему, но флорин, равный двум шиллингам, оказался востребованным номиналом и продолжал практически ежегодно чеканиться и распространяться. Поскольку он наряду с шиллингами, трёх и шести пенсовыми монетами достаточно активно использовался в обычных бытовых операциях, дошедшие до нашего времени экземпляры часто изношены до такой степени, что бывает трудно определить лицевую и оборотную сторону. Тем не менее, попадаются монеты в идеальном состоянии.
- Один из отвергнутых вариантов флорина 1848 года.
- "Готическая" крона, являющаяся образцом для "безбожного" флорина.
- "Готический" флорин, чеканился с 1851 по 1887 год.